# День прапора Збройних сил
Встановлення прапора Збройних сил або День Прапора в Індії - це день, присвячений збору коштів народом Індії для військовослужбовців Збройних сил. Цей день щорічно проходить в Індії 7 грудня з 1949 року. За ці роки стало традицією відзначати цей день як день солдатів, льотчиків і моряків Індії.

## Історія
Відразу ж після здобуття Індією незалежності уряд вважав за потрібне створити добробут для військовослужбовців. 28 серпня 1949 року комітет на чолі з міністром оборони вирішив святкувати День прапора щорічно 7 грудня. Ідея святкування Дня прапора полягає в тому, що населенню роздають прапорці та збирають пожертвування. День прапора набуває все більшого значення, оскільки піклуватися про сім'ю та військовослужбовців збройних сил, які борються за безпеку країни, є обов'язком цивільного населення Індії.

## Значення і мета
Святкування передбачає три основні цілі:
- Реабілітація жертв битви
- Добробут військовослужбовців і членів їх сімей
- Переселення і добробут колишніх військовослужбовців та членів їх сімей.

Це час для індійців, щоб висловити свою подяку і шану ветеранам-військовослужбовцям Індії і вшанувати тих, хто помер, захищаючи країну.
У День прапора усі три гілки збройних сил Індії, ВПС і ВМС Індії, влаштовують різноманітні шоу, карнавали, вистави та інші розважальні програми, щоб продемонструвати широкій публіці зусилля своїх співробітників для забезпечення національної безпеки. По всій країні роздаються невеликі прапори і прапори на автомобілях червоного, синього і блакитного кольорів, що представляють три гілки Збройних сил в обмін на пожертвування.

## Фонд Дня державного прапора
Первинний фонд Дня державного прапора був створений 1949 року Комітетом Міністерства оборони. У 1993 році Міністерство оборони Індії об'єднало всі фонди у єдиний Фонд Збройних Сил. Ці фонди включають: 
- Об'єднаний Спеціальний фонд для загиблих під час війни, інвалідів війни та інших колишніх військовослужбовців.
- Фонд Дня державного прапора
- Фонд святого Данстана (Індія) і Фонд Кендрії Сейнік
- Індійський Фонд Горхи для колишніх військовослужбовців.

### Складова фонду
Складовими фонду по всій країні управляє місцева рада Кендрії Сейнік , яка є частиною Міністерства оборони. Фонд наповнюють офіційні й неофіційні кошти за добровільних організацій. 
Фондом управляє комітет на чолі з міністром оборони Індії та виконавча влада урядів у Штатах і союзних територіях. Коли була представлена програма святкування Дня прапора Збройних сил, Центральна штаб-квартира KSB отримала лише невелику частку фонду. Ці виділені кошти є тільки половиною пейси (копійки в Індії) на одну людину в державі.